# 林之助畫室
24°08′29″N 120°40′25″E / 24.141293°N 120.673505°E
林之助畫室，位於臺灣臺中市西區柳川旁，原為1928年建立的台中師範學校教職員宿舍，1946年到2006年作為膠彩畫家林之助宿舍及教學場所，今列台中市文化資產紀念建築，作紀念館之用。

## 歷史

### 由來

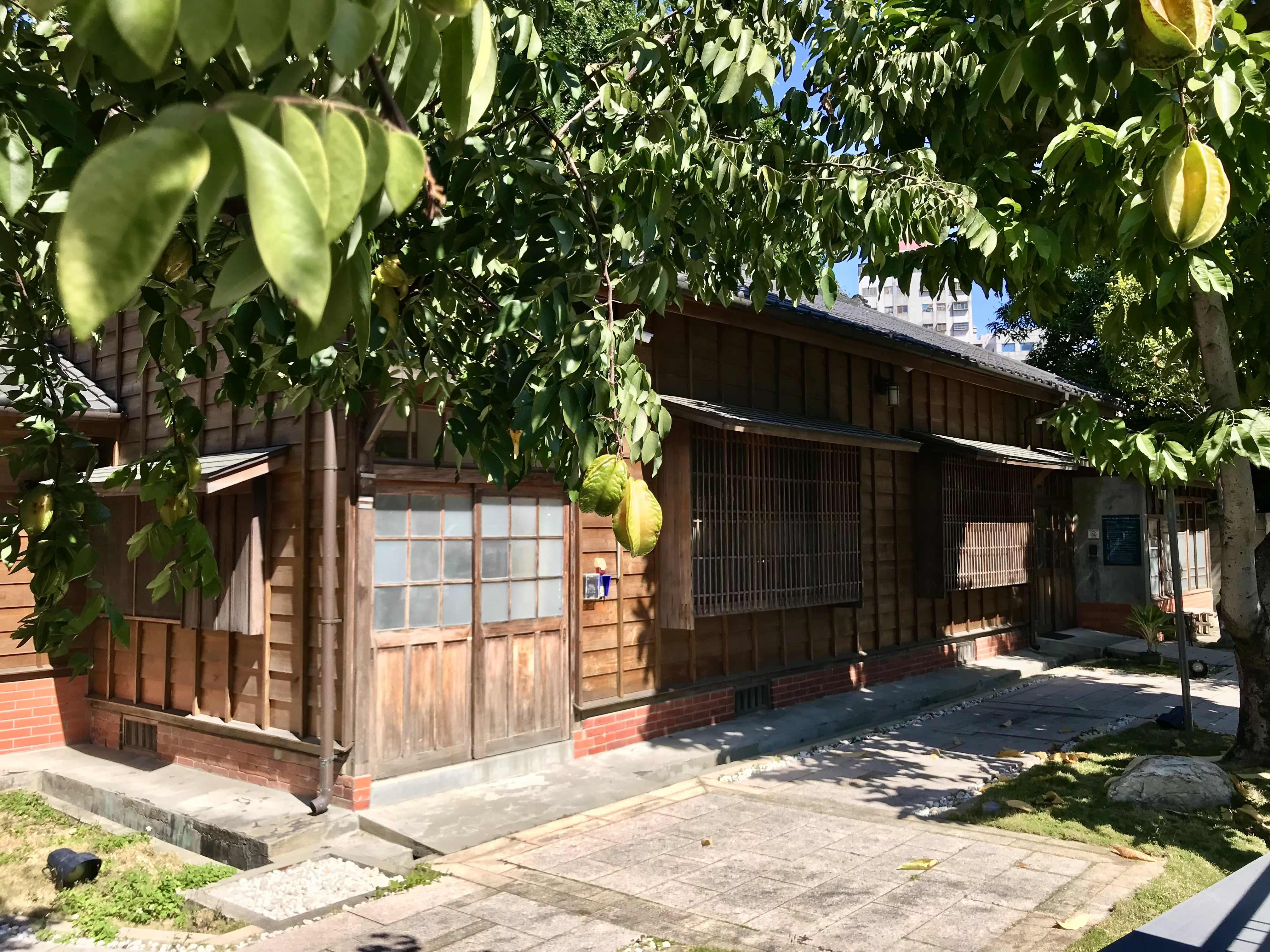
庭院

昔日，台中師範學校教職宿舍在臺中市柳川西路、大華街、中華路一帶。1946年林之助任教該校時，獲配柳川西路158號的日式宿舍。此屋為1928年建的雨淋板構造建築。林之助將屋內擺放一整面牆的玻璃罐顏料，對外人有如舊式藥房。他並栽種果樹、蒔花養卉，吸引綠繡眼、麻雀、白頭翁來庭園。
據台中師範學校教育系教授趙汝福回憶，教職員宿舍在1968年前圍牆是竹籬笆，後才改為紅磚牆。早期，台中師範沒有教授膠彩畫，林之助便會在課後於此宿舍免費傳授膠彩畫，該屋遂被暱稱是「竹籬笆畫室」。
1980年代前規定職員宿舍可住到過世為止，因此1979年林之助退休後依然住在宿舍，四位兒女與其孫子皆在美國。蔣勳為在1983年替東海大學籌備美術系，就曾來此請林之助出面教學。1998年夏天，林之助至洛杉磯與子女同住，將宿舍與屋內的作品委由親家代為看守。

### 保留
2003年10月，校方發公文告知趙汝福、劉錫蘭等退休教師及戴劉齊民等遺眷，三十一間宿舍將收回以作為進修暨推廣大樓、學生宿舍及停車場等。林之助宿舍於2006年收回後，台中市古蹟歷史建築聚落及文化景觀審議委員會以林之助為文化界重要人士，且建築為見證柳川沿岸景觀發展，將此屋登錄為歷史建築，和雙併的隔壁宿舍一併保存。其餘鄰近宿舍，被校方整建作為台灣美術資料研究中心。在美國的林之助獲悉宿舍可保留不拆後，便於2007年5月22日在妻子子女、女婿魏昭博陪同下來此回憶。該年，已八十五歲的郭勵庸被限期在10月1日搬離宿舍時，就感嘆丈夫羅人杰擔任台中師專校長十六年還死在任內，自己又寡居，但宿舍卻不能像林之助一樣保留作紀念。

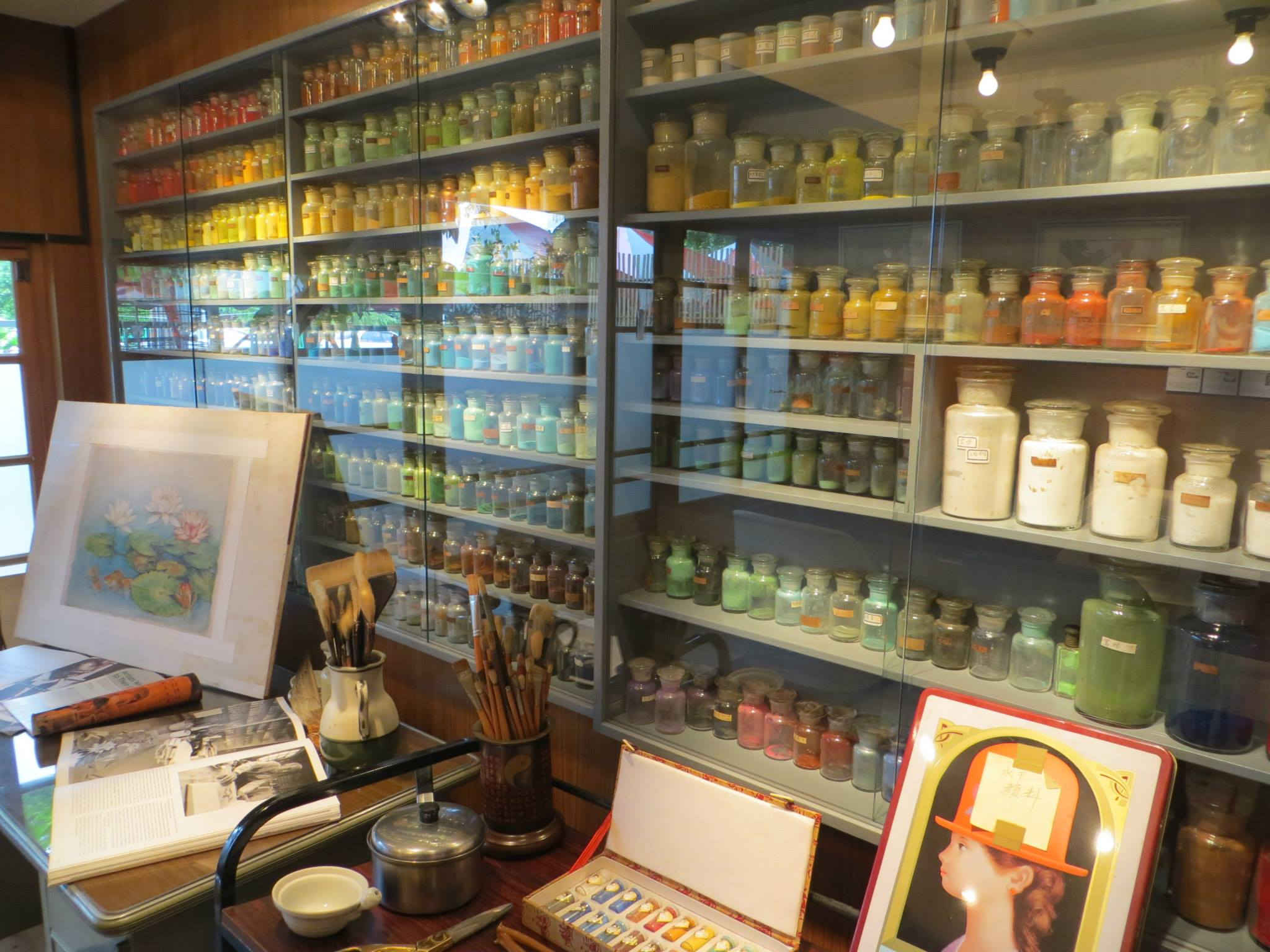
畫室

2008年3月18日，總統陳水扁來林之助宿舍為上月在洛杉磯去世的林之助授褒揚令，由遺族接受，台中市副市長蕭家旗、中教大校長楊思偉、故宮院長林曼麗等人到場。2013年，校方對林之助宿舍進行修復再利用。蔡其瑞在台中師範時曾向林之助學西畫，他便捐贈新台幣一千萬將宿舍改建成林之助紀念館。館內除保存昔日的客廳、工作室擺設外，也播放林之助之生平影片。2015年6月6日林之助紀念館開幕時，蔡其瑞等林之助學生、林之助妻子林王彩珠與兒子林宏一等親友到場。

## 外部連結
- 官方网站
- 林之助畫室的Facebook專頁